# Mike Kiedrowski
Michael Andrew Kiedrowski, conegut com a Mike Kiedrowski   (Canyon Country, 13 de gener de 1969), és un antic pilot professional de motocròs nord-americà que va competir als Campionats AMA entre el 1987 i el 1997. Els seus quatre títols de campió en tres cilindrades diferents (dos de 125, un de 250 i un altre de 500 cc) el converteixen en l'únic, al costat de Jeff Ward, a haver guanyat mai campionats AMA en aquestes tres cilindrades. A més a més, les seves 30 victòries en Nationals (tant de motocròs com de supercross) el situaven entre els deu primers de la llista de victòries combinades de tots els temps al moment de la seva retirada. El 2007, Kiedrowski va ser incorporat a l'AMA Motorcycle Hall of Fame.

## Biografia
Fill d'un expert pilot de curses de desert, Kiedrowski va començar a conduir motocicletes fora d'asfalt a edat primerenca i va disputar la seva primera cursa de motocròs a 7 anys. El 1987 va esdevenir pilot professional. Més tard el va fitxar Honda, marca amb la qual va guanyar el seu primer campionat AMA, concretament el de 125cc, el 1989.
El 1991, Kiedrowski va fitxar per Kawasaki i va guanyar el seu segon campionat nacional de 125cc. El 1992, es va imposar per només tres punts a Jeff Stanton i va guanyar el campionat AMA de 500cc. El 1993 va guanyar el de 250cc. Al llarg de la seva carrera va formar part quatre vegades de l'equip dels Estats Units al Motocross des Nations, amb el qual va guanyar la prova en tres ocasions (1989, 1991 i 1993).
Un cop retirat de les competicions, Kiedrowski va competir com a pilot d'enduro per a Suzuki al Grand National Cross Country. El 2003 va ser escollit membre de l'equip dels Estats Units als Sis Dies Internacionals d'Enduro i va guanyar-hi una medalla d'or. Kiedrowski és un dels pocs pilots a haver representat els Estats Units tant al Motocross des Nations com als ISDE.

## Palmarès

### Títols per any
| Any  | Equip    | Campionat             | Classe |
| ---- | -------- | --------------------- | ------ |
| 1989 | Honda    | AMA Motocross         | 125cc  |
| 1989 | Honda    | Motocross des Nations | -      |
|      |          |                       |        |
| 1991 | Kawasaki | AMA Motocross         | 125cc  |
| 1991 | Kawasaki | Motocross des Nations | -      |
| 1992 | Kawasaki | AMA Motocross         | 500cc  |
| 1993 | Kawasaki | AMA Motocross         | 250cc  |
| 1993 | Kawasaki | Motocross des Nations | -      |

### Resum
- 4 Campionats AMA de motocròs (1 x 500cc, 1 x 250cc, 2 x 125cc)
- 3 Motocross des Nations